# DJ Yoda
 (novembre 2013).
Si vous disposez d'ouvrages ou d'articles de référence ou si vous connaissez des sites web de qualité traitant du thème abordé ici, merci de compléter l'article en donnant les références utiles à sa vérifiabilité et en les liant à la section « Notes et références ».
DJ Yoda (° 1977 à Londres), de son vrai nom Duncan Beiny, est un DJ britannique de hip-hop. Il utilise des samples pour créer un original mélange de musiques dans un style « cartoon ». Il est parfois décrit comme le « DJ Shadow avec un sens de l'humour ».

## Discographie

### Singles
- Wheels Antidote Records (2006)
- Playin' Around Antidote Records (2007)

### Albums
- The Amazing Adventures Of DJ Yoda Antidote Records (2006)
- Chop Suey (2012)

### CD de Mix
- How to Cut and Paste Mix Tape Vol.1 Antidote Records (2001)
- How to Cut and Paste Mix Tape Vol.2 Antidote Records (2002)
- How to Cut & Paste The 80's Edition Antidote Records (2003)
- Dan Greenpeace & DJ Yoda - Unthugged Antidote Records (2003)
- Dan Greenpeace & DJ Yoda - Unthugged 2